# Wolfram von Richthofen
Baron Wolfram von Richthofen, nemški feldmaršal, vojaški pilot, inženir in letalski as, * 10. oktober 1895, Gut Barzdorf, Striegau, Šlezija (danes Pernoltice, Češka), † 12. julij 1945, Bad Ischl, Avstrija.
Richthofen je med prvo svetovno vojno postal letalski as, ko je sestrelil 8 letal. Njegova daljna bratranca sta bila Manfred von Richthofen, najuspešnejši nemški letalski as prve svetovne vojne, in njegov brat Lothar von Richthofen, tudi uspešen lovski as. 
V drugi svetovni vojni se je kot izvedenec za taktično zračno bojevanje odlikoval kot poveljnik večjih letalskih enot in bil za to tudi odlikovan. Najprej se je izkazal pri vodenju elitnega osmega zračnega korpusa v katerem so med drugim bile skoncentrirane enote zloglasnih strmoglavcev štuka, Junkers Ju 87. Leta 1942 je napredoval v poveljnika četrte zračne flote, letalske armade, ki je iz zraka podpirala nemške enote v bitki za Stalingrad. Ko je prišlo do obkolitve tamkajšnjih nemških enot je bil za njihov umik in odločno proti vzpostavitvi zračnega mostu v ruski zimi, ki se je nato tudi izkazal za nemogočo nalogo. Še pred koncem vojne je bil iz zdravstvenih razlogov umaknjen iz funkcije poveljevanja. 

## Življenjepis
Med prvo svetovno vojno je sprva služil v konjeniški enoti, dokler se ni leta 1918 naučil leteti in bil premeščen v vojno letalstvo. Marca je bil dodeljen lovski eskadrilji Jasti 11, v sestavi katere je sestrelil 8 sovražnikovih letal do konca vojne.
18. septembra 1920 se je poročil s Jutto von Selchow, s katero sta imela 3 otroke.
1924 je diplomiral, 1929 pa doktoriral iz inženirstva.
Leta 1933 je vstopil v Luftwaffe. Med špansko državljansko vojno je bil eden od poveljnikov Legije Kondor. Ravno v času njegovega poveljevanja je prišlo do takrat zloglasnega bombardiranja mesteca Guernica. 
Pozno leta 1944 je bil upokojen zaradi zdravstvenih razlogov; umrl je v ameriškem vojnem ujetništvu v Bad Ischlu 12. julija 1945.

## Napredovanja
- praporščak (22. marec 1913)
- poročnik (19. junij 1914)
- nazivni nadporočnik (29. februar 1920)
- poročnik (1. november 1923)
- nadporočnik (31. julij 1925)
- stotnik (1. februar 1929)
- major (1. junij 1934)
- podpolkovnik (20. april 1936)
- polkovnik (23. januar 1938)
- generalmajor (1. november 1938)
- generalporočnik (preskočil)
- general letalcev (19. julij 1940)
- generalpolkovnik (1. februar 1942)
- generalfeldmaršal (16. februar 1943)

## Odlikovanja
- 1914 železni križec II. razreda (21. september 1914)
- 1912 železni križec I. razreda (junij 1918)
- viteški križ železnega križa (31. prejemnik, 17. maj 1940)
- viteški križ železnega križa s hrastovimi listi (26. prejemnik, 17. julij 1941)
- Kgl. Preuss. Flugzeugführer-Abzeichen
- Ehrenkreuz für Frontkämpfer
- Wehrmacht-Dienstauszeichnung IV. bis I. Klasse
- Gemeinsames Flugzeugführer-und Beobachterabzeichen in Gold mit Brillanten
- Medalla de la Campańa de Espańa
- Kgl. Spanische Flugzeugführer-Abzeichen
- Medalla Militar Individual de Espańa con Diamantes (6. junij 1939), špansko odlikovanje za udeležbo v španski državljanski vojni
- Spanienkreuz mit Schwertern in Gold mit Brillanten (6. junij 1939), nemško odlikovanje za udeležbo v španski državljanski vojni
- Kriegserinnerungs-Ärmelband Jagdgeschwader Freiherr von Richthofen Nr. 1 1917/1918
- 1939 priponka k 1914 železnemu križcu I. razreda (25. september 1939)
- 1939 priponka k 1914 železnemu križcu II. razreda (12. september 1939)
- Kgl. Rumän. Orden Michael der Tapfere III Klasse (29. julij 1942)
- Medaille Winterschlacht im Osten 1941/1942, spominsko odlikovanje za boje na vzhodni fronti v zimi 1941-42
- Krimschild, spominsko odlikovanje za boje na Krimu v 1941-42
- Ärmelband Kreta, spominsko odlikovanje za boje na Kreti v letu 1940
- Kgl. Rumän. Orden Michael der Tapfere II Klasse (15. februar 1943), romunsko odlikovanje
- V vojnem glasilu Wehrmachtsbericht omenjen sedemkrat (20. junij 1940; 21. oktober 1941; 19. maj 1942; 20. maj 1942; 2. julij 1942; 12. avgust 1942; 20. marec 1943)